# Papežská univerzita svatého Tomáše Akvinského

Znak Angelica

Papežská univerzita svatého Tomáše Akvinského, známá též jako Angelicum, je nejvýznamnější univerzitou provozovanou dominikánským řádem a ústředním centrem tradiční tomistické filosofie.
Univerzita se nachází v centru Říma a poskytuje přednášky v italštině a částečně i v angličtině. Studium na ní je přístupné mužům i ženám. Na běh univerzity vedle rektora dohlíží ještě velký kancléř univerzity, jímž je z titulu své funkce generál dominikánského řádu.